# Elsie Widdowson

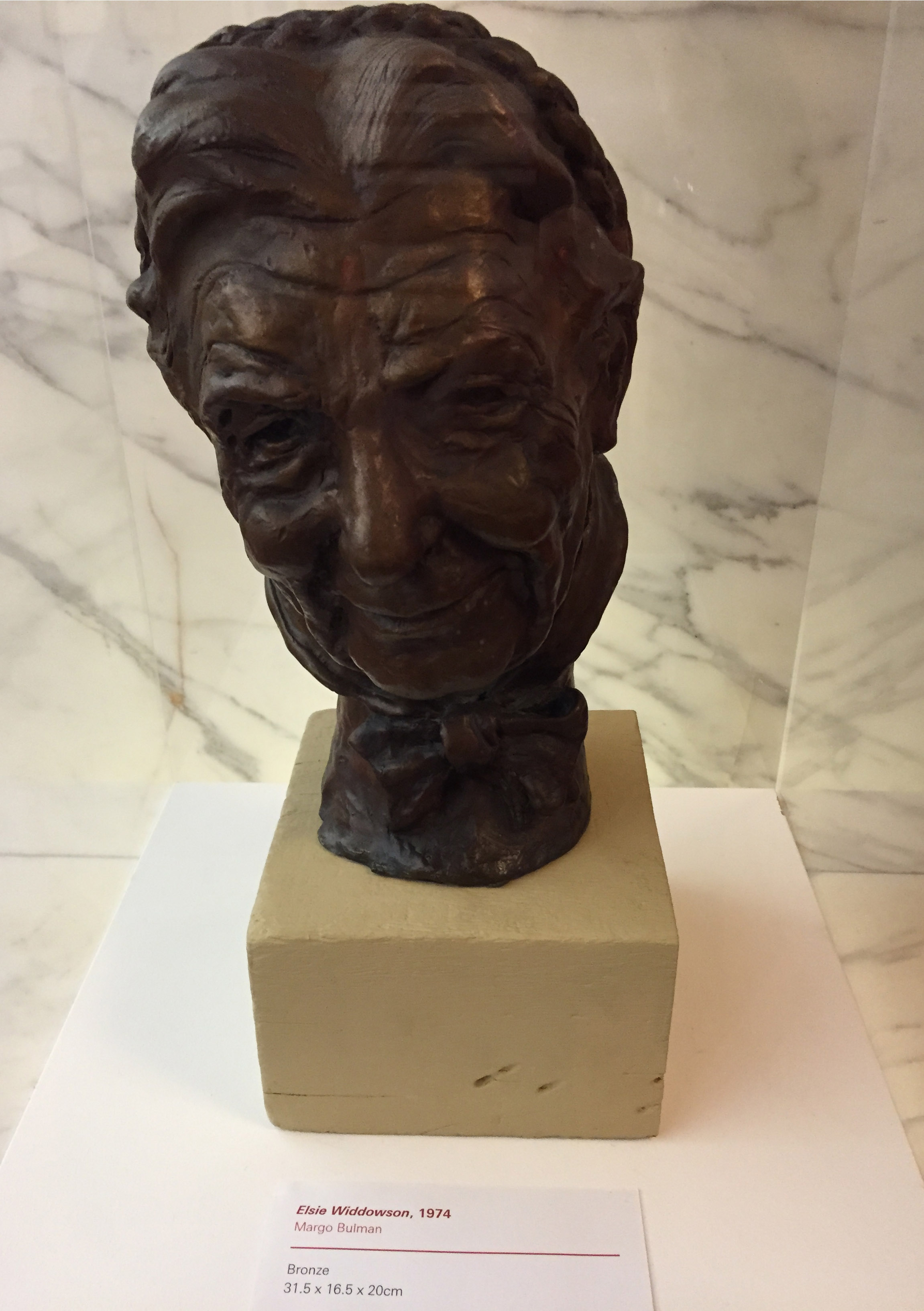
Bronzebüste von Elsie Widdowson, hergestellt 1974 von Margo Bulman

Elsie May Widdowson CH CBE FRS (geboren am 21. Oktober 1906 in Wallington, London; gestorben am 14. Juni 2000 in Cambridge) war eine britische Chemikerin und Ernährungswissenschaftlerin. Gemeinsam mit ihrem langjährigen Forschungspartner Robert McCance arbeitete sie im Zweiten Weltkrieg am britischen Programm zur Rationierung von Lebensmitteln.

## Leben und Karriere
Elsie Widdowson wuchs während des Ersten Weltkriegs in London auf. Ihre jüngere Schwester war die Kernphysikerin, aber besonders für Bienenforschung bekannte Wissenschaftlerin Eva Crane.
Widdowson studierte Chemie am Imperial College London, wo sie im Jahr 1928 ihren Bachelorabschluss nach zwei Jahren Studium erhielt. Nach ihrem Abschluss arbeitete sie mit Helen Porter zusammen. Sie promovierte 1931 mit ihrer Arbeit zum Kohlenhydratgehalt von Äpfeln am Imperial College sowie am Courtauld Institute of Biochemistry unter Charles Dodds mit einer Arbeit zum Stoffwechsel der Nieren. 1976 wurde sie Fellow der Royal Society und 1993 Companion of Honour.
Widdowsons Spezialgebiet war die wissenschaftliche Analyse von Lebensmitteln, Ernährung und der Zusammenhang zwischen Ernährung vor und nach der Geburt und ihren Auswirkungen auf die Entwicklung. Mit der Forschung zu Auswirkungen der Ernährung von Müttern rund um die Geburt auf die Entwicklung der Kinder legte sie die Grundlage für die Zusammensetzung von Muttermilchersatz in den 1980er Jahren.
Sie ging 1933 eine 60-jährige Forschungspartnerschaft mit Professor Robert McCance ein. Gemeinsam untersuchten sie die Nährwerte von tausenden Lebensmitteln. Ihre gemeinsame Erkenntnis, dass zeitgenössische Nährwerttabellen im Wesentlichen falsch waren, festigte eine äußerst kreative Partnerschaft. Ihre Ergebnisse hielten sie im 1940 erstveröffentlichten Werk The Chemical Composition of Foods fest. Sie revolutionierten die Art und Weise, wie Nährwerte eingeschätzt wurden, wie Probleme mit Mangelernährung untersucht wurden und wie die Entwicklung von Säugetieren wahrgenommen wurde.
Besonders bekannt wurde Widdowson durch ihre Untersuchungen zu Ernährungsproblemen, Mangelernährung und Essensrationierung in Großbritannien während des Zweiten Weltkriegs. Insbesondere experimentierte sie mit Minimalernährungen. McCance und Widdowson zeigten, dass die Gesundheit über lange Zeiträume hinweg durch eine Ernährung aufrechterhalten werden konnte, die so minimal war, dass andere glaubten, Hunger und Mangelernährung wäre dabei unvermeidlich. Die von ihnen vorgeschlagene wöchentliche Ration beinhaltete nur ein Ei, ein Pfund Fleisch oder Fisch, sechs Unzen Obst, fünf Unzen Käse und vier Unzen Fett. Vollkornbrot und Gemüse sowie Kartoffeln waren nicht rationiert und eine Viertel Pinte Milch war täglich erlaubt. Um zu beweisen, dass man mit dieser Ernährung gesund überleben kann, hielten sich Widdowson, McCance, und weitere Kollegen drei Monate lang streng an den Plan; ihre Ernährung bestand hauptsächlich aus Brot, Kohl und Kartoffeln. Um die Machbarkeit auch in schwierigeren, körperlich anspruchsvolleren Bedingungen zu beweisen, begaben sie sich Ende 1939 auf eine zehntägige, schnelle Wanderung inklusive Klettern, auf der sie fast nur Brot zu sich nahmen.
Im Krieg folgten weitere Versuche zu Brot, insbesondere dazu, ob Vollkornbrot den Kalziummangel der Weißbrot bevorzugenden britischen Bevölkerung verringern kann. Als Ergebnis dieser Studien wird bis heute Brot in Großbritannien mit Kalzium angereichert. Spätere Forschungen veranlassten sie zur Befürwortung der Anreicherung von Lebensmitteln auch mit Eisen und Vitaminen.
Widdowson wurde zur Frage konsultiert, mit welcher Ernährung die Auswirkungen des Hungers und der Unterernährung bei den Opfern der nationalsozialistischen Konzentrationslager möglichst gut zu beheben ist. Später untersuchte sie die Auswirkungen verschiedener Brotsorten auf die Erholungsraten unterernährter Kinder in Deutschland.

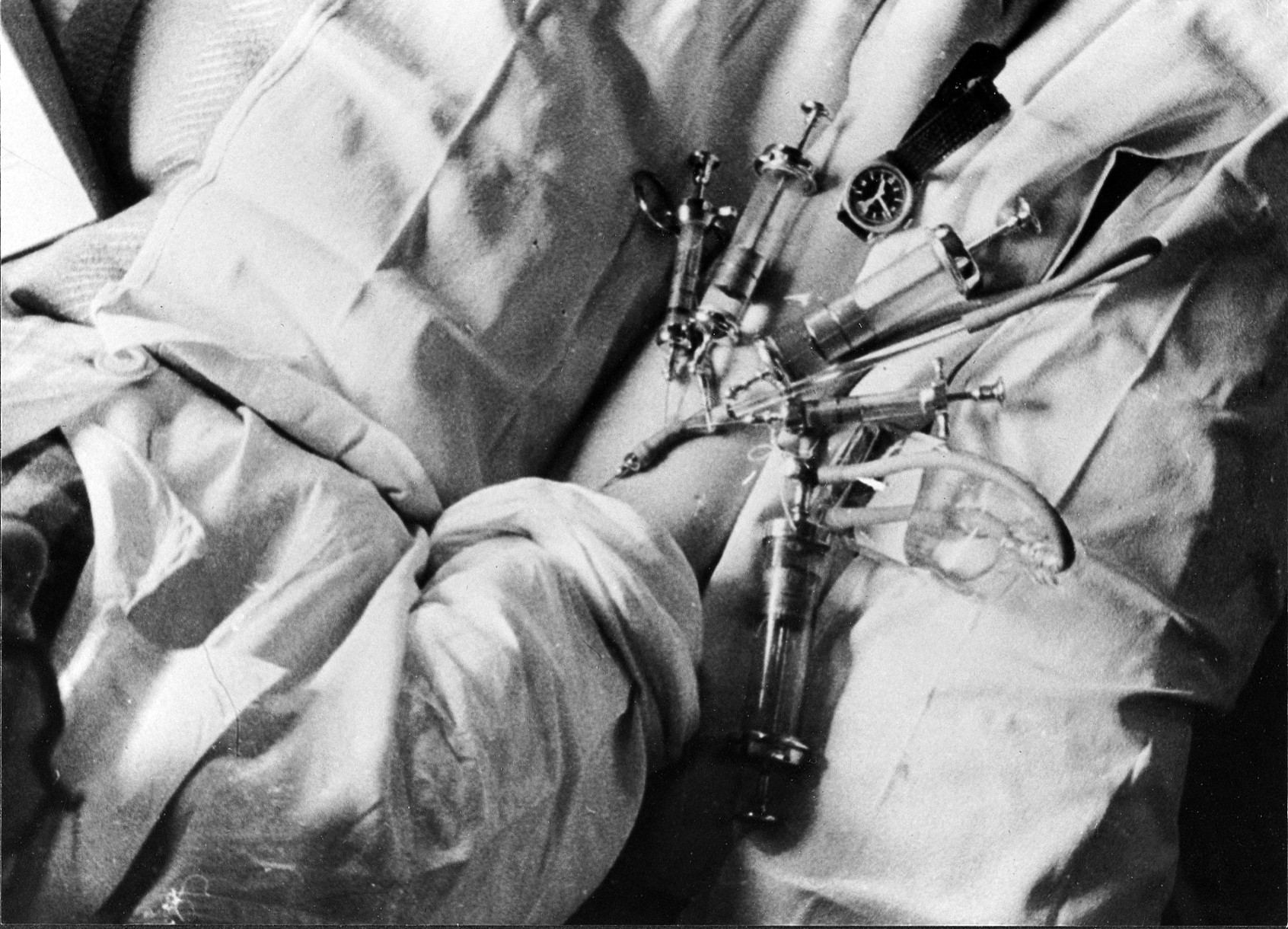
Widdowsons Mineralieninjektionen im Selbstversuch

Sie teilte McCances Begeisterung für Selbstversuche. Sie begannen mit der Untersuchung, wie der Körper mit Einsparung (Absorption und Ausscheidung) von Mineralien umgeht. Sie injizierten sich große Mengen Eisen intravenös, um den Körper zur Ausscheidung von Eisen zu bewegen. Nachdem ihnen das nicht genug war, injizierten sie sich gleichzeitig mehrere andere Mineralien. Im Jahr 1938 starben sie beinahe an einem dieser Selbstversuche, bei dem sie sich Strontiumlactat injizierten, um zu untersuchen, wie sie es wieder ausscheiden würden.
Den größten Teil ihres Arbeitslebens verbrachte Widdowson in Cambridge, wo sie bis 1972 blieb. Sie arbeitete in der Abteilung für experimentelle (später forschende) Medizin des Medical Research Council und in der dortigen Dunn Human Nutrition Unit.
Sie war Präsidentin der Nutrition Society (1977–80), der Neonatal Society (1978–81) und der British Nutrition Foundation (1986–96) und wurde 1976 in die Royal Society gewählt. Widdowson wurde 1979 zum Commander of the British Empire (CBE) und 1993 zum Companion of Honor ernannt. Im Jahr 1999 wurde das Elsie Widdowson Laboratory für Humanernährungsforschung in Cambridge eingeweiht.
Zu Ehren der langjährigen, gemeinsamen Arbeit von Widdowson und McCance veröffentlichte die British Nutrition Foundation im Jahr 1993 das Buch McCance & Widdowson. A Scientific Partnership of 60 Years, 1933–1993.
Elsie Widdowson lebte über 50 Jahre lang in Barrington, nahe Cambridge. Sie starb im Jahr 2000 nach einem Schlaganfall während eines Irlandurlaubs mit ihrer Schwester im Addenbrooke’s Hospital. Sie war nie verheiratet. In der Antarktis tragen seit 1959 der Widdowson-Gletscher und seit 2016 die Widdowson Cove ihren Namen.

## Werke (Auswahl)
- Elsie Widdowson, Robert McCance: The Chemical Composition of Foods. Medical Research Council Special Report Series, London 1940.
- Elsie Widdowson, Robert McCance: Composition of Foods (Special Report Series). 3. Auflage. Stationery Office Books, 1960, ISBN 0-11-450005-3.
- Elsie Widdowson, Robert McCance: Calorie Deficiencies and Protein Deficiencies. Little Brown and Company, 1968, ISBN 0-7000-1362-8.
- Elsie Widdowson: Feeding the Newborn Mammal (Biological Readers). Carolina Biological Supply Co, 1981, ISBN 0-89278-312-5.
- Elsie Widdowson: Foraging Strategies and Natural Diet of Monkeys, Apes, and Humans: Proceedings of a Royal Society Discussion Meeting Held on 30 and 31 May 1991. Oxford University Press, 1992, ISBN 978-0-19-852255-3.
- Elsie Widdowson, John Mathers: The Contribution of Nutrition to Human and Animal Health. Cambridge University Press, 1992, ISBN 0-521-42064-4.
- Elsie Widdowson, Robert McCance: Vegetable Dishes: Second Supplement to Composition of Foods. 2. Auflage. The Royal Society Of Chemistry, 1996, ISBN 0-85186-396-5.